# Червеноглав кълвач
Червеноглав кълвач (Melanerpes erythrocephalus) е вид птица от семейство Picidae. Видът е почти застрашен от изчезване.

## Разпространение
Разпространен е в Канада, Мексико и САЩ.